# Bronzier
Le bronzier fond le bronze afin de fabriquer des objets dans cette matière, pour l’ameublement, les luminaires, etc. En France, ce métier était corporatiste. Il pouvait travailler en association avec un doreur. À présent, le bronzier désigne un fondeur et une personne se chargeant des restaurations de bronzes anciens.

## Quelques bronziers d'art
- Werner Stötzer (1931-2010) est le créateur de plusieurs bronzes connus travers l'est de l'Allemagne
- Régis Mathieu (1971- ), bronzier d'art français, et son entreprise Mathieu Lustrerie (entreprise labellisée Entreprise du Patrimoine Vivant[1] (EPV) depuis 2007), Gargas (Vaucluse)